# Borrelia
Borrelia je rod gramnegativních bakterií z kmene spirochéty (Spirochaetae), do něhož kromě rodu Borrelia patří rody Leptospira a Treponema. Ve všech třech rodech jsou zastoupeny jak nepatogenní druhy, tak patogenní (např. patogen Leptospira interrogans je původcem leptospirózy, patogen Treponema pallidum je původcem syfilis).
Rod Borrelia je pojmenován po francouzském mikrobiologovi jménem Amédée Borrel. Dlouhé buňky bakterií mají rozměry 0,2 až 0,5 × 8 až 30 (33) µm. Z metabolického hlediska jsou bakterie mikroaerofilní a mají složité nutriční požadavky. Generační doba je typicky asi 18 hodin, ale i více.
Stavba buněčné stěny se mírně liší od stavby ostatních gramnegativních mikrobů, protože mezi zevní a cytoplazmatickou membránou probíhají podélně uspořádaná filamenta, která zajišťují pohyblivost bakteriálních buněk. Kultivace borrelií je obtížná, což do jisté míry omezuje jejich přímý průkaz.
Rod Borrelia má charakteristický genom složený z jednoho lineárního chromozomu a velkého počtu lineárních i kruhových plazmidů. Celý genom dosahuje velikosti až 1,5 Mb (megabází). Chromozomální homologie mezi různými druhy borélií je vysoká, plazmidy jednotlivých druhů se značně liší.
Rod zahrnuje (k roku 2019) 35 druhů, z toho čtyři epidemiologicky a tři epizootologicky zvláště významné druhy. K epidemiologicky významným druhům patří Borrelia burgdorferi sensu lato, B. recurrentis či B. hermsii. Epizootoogicky významnými druhy jsou Borrelia anserina, B. theilerii a B. coriaceae. Borelie bývají přenášeny cizopasnými členovci a mívají přírodní ohniskovost ve formě rezervoárových zvířat, nejčastěji hlodavců a ptáků.

## Onemocnění
Bakterie rodu Borrelia jsou původcem několika bakteriálních nemocí diagnostikovatelných buď mikroskopicky, nebo sérologicky.
Borrelia recurrentis způsobuje (ná)vratný tyfus (typhus recurrens) neboli návratnou horečku (febris reccurens). Z infikovaného člověka na další osoby ji přenáší veš šatní (Pediculus corporis). Šíření souvisí s nízkou úrovní sociální hygieny (přenašeč se množí) v určitém regionu nebo situaci (válka, humanitární krize, živelní pohroma). Nemoc se vyskytuje v Africe, případy infekce byly hlášeny v Etiopii a Súdánu, předpokládá se však celosvětové rozšíření.
Podobné onemocnění způsobuje Borrelia hermsii přenášená vešmi nebo klíšťáky rodu Ornithodoros. Onemocnění se vyskytuje spíše v Asii, Africe, Jižní a Střední Americe. (Jestliže jsou vektorem klíšťáci, mohou infekt přenášet i na své potomstvo, tedy vertikálně, a to transovariální cestou.)
Druh Borrelia miyamotoi, který vývojově patří do skupiny borrelií způsobujících návratnou horečku, způsobuje onemocnění podobné lymské borrelióze, ačkoli nepatří do komplexu Borrelia burgdorferi sensu lato. Nemoc je rozšířena v mírném pásu severní polokoule. Při diagnostice hrozí záměna s lymskou borreliózou nebo lidskou granulocytární anaplazmózou (HGA, human granulocytic anaplasmosis) působenou bakterií Anaplasma phagocytophilum. „Onemocnění se vyznačuje nespecifickými příznaky, především horečkou, únavou, zimnicí, bolestmi hlavy, svalů a kloubů.“ Léčí se antibiotiky. Přenašečem je klíště obecné (Ixodes ricinus), klíště sibiřské (I. persulcatus) a klíště jelení (I. scapularis).

## Patogenní druhy roduBorrelia

### Druhy způsobující návratnou horečku a bakteriémii
Klíšťaty přenášenou návratnou horečku u lidí (NHPK) a bakteriémii jiných savců způsobují patogeny:
- Borrelia baltazardii (Írán); NHPK
- Borrelia braziliensis (Brazílie); NHPK
- Borrelia caucasica (oblast Kavkazu); NHPK
- Borrelia coriaceae (západní okraj severoamerického kontinentu); bakteriémie jelenů
- Borrelia crocidurae (západ a sever Afriky); NHPK, mírné příznaky
- Borrelia duguesii (Mexiko); NHPK
- Borrelia duttonii (Střední Afrika, východ a jih Afriky); NHPK, neurologické příznaky, neonatální infekce
- Borrelia graingeri (Keňa); syndrom podobný chřipce
- Borrelia harveyi (Keňa); bakteriémie opic
- Borrelia hermsii (západní okraj severoamerického kontinentu, Britská Kolumbie); NHPK
- Borrelia hispanica (Pyrenejský poloostrov, sever Afriky); NHPK
- Borrelia latyschewii (Střední Asie a Střední východ); NHPK, syndrom podobný chřipce
- Borrelia lonestari (jih a východ USA) bakteriémie jelenů
- Borrelia mazzottii (Mexiko, Střední Amerika západ USA); NHPK
- Borrelia microti (Írán); NHPK
- Borrelia miyamotoi (Evropa, Asie, Severní Amerika); NHPK, syndrom podobný chřipce
- Borrelia parkeri (západ USA); NHPK
- Borrelia persica (Střední Asie, Střední východ, Egypt, Indie); NHPK
- Borrelia queenslandica (Austrálie) bakteriémie u myší, s recidivou
- Borrelia theileri (Afrika, resp. globálně*) borrelióza tura domácího
- Borrelia turicatae (Britská Kolumbie, jihozápad USA, jih centrálních USA, Mexiko); NHPK
- Borrelia venezuelensis (Střední Amerika, sever Jižní Ameriky); NHPK
- Candidatus Borrelia kalaharica (Afrika);[8] NHPK

(*) Případy infekce bakterií B. theileri byly hlášeny v Africe, Austrálii, Severní a Jižní Americe, ale vzhledem k celosvětovému obchodu s dobytkem se považuje za celosvětově rozšířenou infekci.
V roce 2018 referovali vědci o nálezu Borrelia johnsonii v USA u člověka. Do té doby byl patogen způsobující návratnou horečku detekován výhradně v klíšťácích druhu Carios kelleyi parazitujících na netopýrech.

### Druhy způsobující lymskou borreliózu
Následující druhy bakterie rodu Borrelia byly prokázány v klíšťatech a v člověku; způsobují lymskou borreliózu.
- Borrelia afzelii (převažující patogen v Evropě a Asii)
- B. americana (Severní Amerika)
- B. andersonii (především v Severní Americe, USA)
- B. bavariensis (nečastý patogen v Evropě a Asii)
- B. bissettii (především v Severní Americe; Evropa)
- B. burgdorferi sensu stricto (převažující patogen na východě a západě USA, méně častý patogen ve východní Evropě a Asii)
- B. garinii (převažující patogen v Evropě a Asii)
- B. lusitaniae (Středomoří)
- B. mayonii (méně častý patogen v horním středozápadě USA – Upper Midwest)
- B. spielmanii (nečastý patogen v Evropě a Asii)
- B. valaisiana (Evropa a Japonsko)

## Bakterie roduBorreliaprokázané v klíšťatech, ale nikoli v člověku
- Borrelia japonica (především v Japonsku)
- B. sinica (Čína)
- B. tanukii (především v Japonsku)
- B. texasensis (Texas) byla izolována z pijáka amerického (Dermacentor variabilis); patogenita u lidí ani zvířat není známa.[9]
- B. turdi (především v Japonsku)
- aj.

## Nezařazené bakterie roduBorrelia
- Borrelia texasensis (USA, Texas); vektor piják americký (Dermacentor variabilis); rezervoár neznámý
- Candidatus Borrelia africana (Pobřeží slonoviny); vektor klíště Amblyomma sp.
- Candidatus Borrelia ivorensis (Pobřeží slonoviny); vektor piják (Rhipicephalus sp.)
- Borrelia sp. Oromie (Etiopie); vektor klíště Amblyomma sp., piják Rhipicephalus sp.; rezervoárem jsou domácí zvířata
- Borrelia sp. Cachapoal (Chile); vektor klíšťák Ornithodoros sp. Cachapoal; rezervoárem jsou hlodavci
- spirochéta nalezená u netopýra rodu Pipistrellus (UK); vektor klíšťák netopýří (Argas vespertilionis); rezervoárem jsou netopýři. Spirochéta se liší od Borrelia johnsonii vyskytujcí se v klíšťatech parazitujících na netopýrech.[9]

## Poznámka
Spirochéta Borrelia vincentii je uváděna jako Treponema vincentii (Brumpt 1922) Smibert 1984. (Kruhový chromozom, 2980180 nukleotidů, 2492 proteinových genů, 59 RNA genů.) Patogen je původcem parodontitidy.